# Eugène Balme

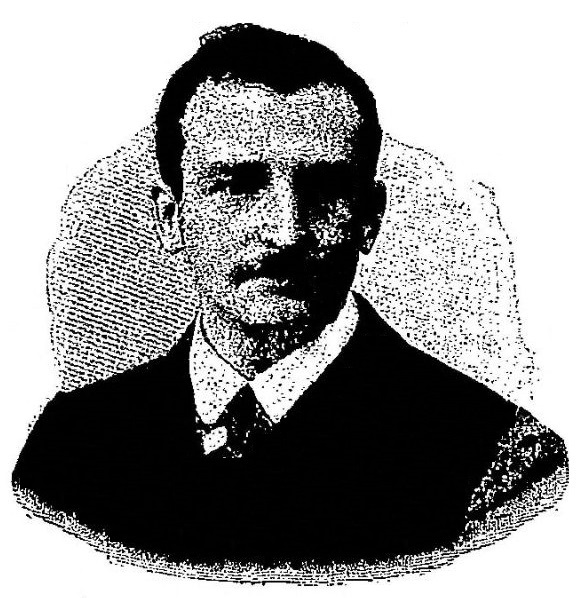
Eugène Balme

Eugène Jean François Balme (22 de noviembre de 1874-24 de febrero de 1914) fue un tirador francés que compitió en los Juegos Olímpicos de París 1900 y los Juegos Olímpicos de Londres 1908.
Nació en Oullins y murió en París.
En 1900, en París, ganó la medalla de bronce en el evento de los 25 metros de pistola rápida.
Ocho años más tarde, en Londres ganó otra medalla de bronce en la prueba por equipos libre de pistola y fue cuarto en el evento de pistola en equipo militar.
Se suicidó de un disparo.